# يونس طه
يونس طه الإدريسي (مواليد 27 نوفمبر 2002) هو لاعب كرة قدم مغربي، يشغل مركز خط وسط بنادي تفينتي الهولندي. ولد في هولندا، ويمثل المغرب على مستوى الشباب.

## مسيرته

### النشأة
ولد يونس طه ونشأ في هولندا لعائلة مغربية، وصلت إلى هولندا قادمة من ورزازات في الثمانينات.

### مساره مع الأندية
انضم طه إلى بي إي سي زفوله في صيف 2022 قادماً من نادي فولندام، الذي لم يُشارك معه في أي مباراة. وقع مع زفوله بعقد لمدة عامين مع خيارتمديد لسنة ثالثة.
ظهر طه لأول مرة في دوري الدرجة الأولى في من 7 أغسطس 2022، في المباراة التي انتهت بفوز نادي (2-1) على دي غرافشاب في ملعب ماك 3 بارك.
في 12 سبتمبر 2022، سجّل طه هدفه الأول. في أكتوبر 2022، تم تحسين عقد طه مع زفوله وتم تمديده لمدة عام إضافي. في 28 أبريل 2023، سجّل طه هاتريك في الدوري ضد نادي دوردريخت.
في يونيو 2023، تم الإعلان عن توقيع طه عقدًا مدته أربع سنوات مع نادي تفينتي.

### المسار الدولي
تم استدعاؤه إلى منتخب المغرب تحت 23 عامًا في مارس 2023.
في يونيو 2023، تم ضمه إلى التشكيلة النهائية للمنتخب المغربي تحت 23 سنة للمشاركة في كأس الأمم الإفريقية تحت 23 سنة 2023، التي استضافها المغرب. سجل هدفًا في دور المجموعات، وتُوّج مع المنتخب المغربي بلقب البطولة، إضافة إلى التأهل إلى الألعاب الأولمبية الصيفية 2024.

## الإنجازات
المغرب تحت 23
- كأس الأمم الإفريقية تحت 23 سنة: 2023[15][16]

فرديا
- فريق العام في الدوري الهواندي: 2022–23[17]

## روابط خارجية
- يونس طه على موقع الاتحاد الأوربي (الإنجليزية)
- يونس طه على موقع قاعدة بيانات كرة القدم.إي يو (الإنجليزية)
- يونس طه على موقع كووورة